# Yamauchi Toyoshige
Yamauchi Toyoshige (山内 豊信?  Provincia de Tosa, Japón, 27 de noviembre de 1827 - 26 de julio de 1872), también conocido como Yamauchi Yōdō (山内 容堂?), fue un daimyō (señor feudal) del dominio de Tosa, durante los últimos años del período Edo.
Yamauchi fue el decimoquinto daimyō del dominio de Tosa. Trabajó con Yoshida Tōyō para reformar y modernizar Tosa y Japón, además de oponerse a los tratados de la era Ansei. En 1859, fue obligado a retirarse y fue sucedido por Yamauchi Toyonori. En 1862, fue nombrado sanyo (参与). En 1867, aconsejó al shogun Tokugawa Yoshinobu llevar a cabo el Taisei Houkan (la devolución del poder al Emperador).